# 102e brigade de défense territoriale
La 102e brigade de défense territoriale, de son nom complet la 102e brigade de défense territoriale distincte du nom du colonel Dmytro Vitovsky (en ukrainien : 102-га окрема бригада територіальної оборони імені полковника Дмитра Вітовського, abrégé en 102 ОБрТрО ; numéro d'unité militaire A7030) est une grande unité des forces de défense territoriale ukrainiennes basée dans l'oblast d'Ivano-Frankivsk et dépendant du Commandement opérationnel ouest.

## Création
Formée en septembre 2018, la brigade prend part en 2019 à des exercices impliquant des réservistes et des conscrits.

## Historique et batailles
En 2022, l'unité est engagée contre les forces russes lors de l'invasion de l'Ukraine contribuant à la défense de la zone entre Siversk et Bakhmout lors de l'offensive russe dans le Donbass.
En septembre 2022, des éléments de l’unité prennent part à la seconde bataille de Lyman lors de la contre-offensive ukrainienne.
Elle est ensuite déployée dans la région de Zaporijjia, sur la ligne de front aux côtés de la 110e brigade de défense territoriale dans la région de Houliaïpole.

## Structure

### Ordre de bataille
Au 22 juin 2024 l'ordre de bataille connu de la brigade est le suivant :
- État-major de la brigade (unité militaire А7030) ville d'Ivano-Frankivsk[5] ;
  - 
    -  Compagnie de protection du QG ;

  -  74e bataillon de défense territoriale (unité militaire А7126) commune urbaine de Iablouniv[5] ;
  -  75e bataillon de défense territoriale (unité militaire А7127) commune urbaine de Lyssets[5] ;
  -  76e bataillon de défense territoriale (unité militaire А7135) ville de Nadvirna[5] ;
  -  77e bataillon de défense territoriale (unité militaire А7153) commune urbaine de Hvizdets[5] ;
  -  78e bataillon de défense territoriale (unité militaire А7154) ville d'Ivano-Frankivsk[5] ;
  -  79e bataillon de défense territoriale (unité militaire А7166) ville de Kalouch)[6],[5] ;
  -  201e bataillon de défense territoriale (unité militaire А7370) commune urbaine de Verkhovyna[5] ;
  -  Compagnie de lutte contre le sabotage[5] ;
  -  Compagnie de support matériel et technique[5] ;
  -  Compagnie de communication[5] ;
  -  Peloton de lutte antiaérienne[5] ;

### Chefs de corps
- 2021 - octobre 2022 Colonel Kopadze Iouriy Anatoliyovytch
- octobre 2022 - Colonel Volodymyr Lohvinenko

## Traditions

### Insigne

#### Insigne d'arme de la brigade
Description de l'insigne :

Insigne d'arme de la brigade

- insigne d'arme d'azur à un mur d'argent crénelé de deux pièces mouvant de la pointe et des flancs chargé d'un choucas essorant de sable, allumé d'argent et couronné d'or[5].
- insigne d'épaule de combat : même chose mais utilisation de couleurs dé-saturées pour des raisons de camouflage.

Symbolique des figures utilisées :
- L’élément central, le choucas couronné d’or, est l’emblème de la Galicie. Il provient du nom de la ville de Halytch (en ukrainien : Галич), ancienne capitale de la Principauté de Halytch (en) (1084-1199), qui était une principauté de la Rus de Kiev. Le nom de la ville signifie “choucas” (en ukrainien : Галка), le nom Galicie (en ukrainien : Галичина) en est dérivé[7].
- Le mur crénelé symbolise la stabilité et la fermeté. C'est également le symbole des forces territoriales.

armes de l'Oblast d'Ivano-Frankivsk.

### Honneurs
En janvier 2023, à l’occasion du cinquième anniversaire de la création de l'unité, la brigade prend le nom honorifique de « Dmytro Vitovsky », commandant militaire de la République populaire ukrainienne.